# 阿爾吉爾達斯·克利馬蒂斯
阿爾吉爾達斯·克利馬蒂斯（1910年—1988年8月29日）是一名立陶宛民兵首領，曾參與執行1941年6月的考那斯反猶騷亂。
克利馬蒂斯於1910年出生於立陶宛考那斯，對其早年生活所知不多，資料顯示克利馬蒂斯可能曾擔任立陶宛軍隊的指揮官 ，戰前曾為八卦小報《十分錢》（Dešimt centų）的主編，漸認同反共主義與反猶太主義，參加了法西斯組織鐵狼的分支沃爾德馬拉斯運動（Voldemarininkai）。1941年6月納粹德國入侵立陶宛時，克利馬蒂斯組成一600人的右翼民兵小隊（不受立陶宛臨時政府與立陶宛行動前線管轄）在考那斯與蘇軍交火，6月23日幾乎控制了整個城市。6月25日納粹親衛隊旅隊領袖法蘭茲·華特·史塔列克於6月25日抵達考那斯，並公開發表反猶演說，指揮克利馬蒂斯對猶太人發動攻擊，是為考那斯反猶騷亂。據史塔列克回憶，截至6月28日考那斯已有3800名猶太人被殺，周圍城鎮另有1200人遇害，不過有學者認為此數字為誇大。
戰後克利馬蒂斯逃至西德漢堡並藏匿於當地，1970年代晚期才被人發現，漢堡警方對他展開調查，但1988年此案尚未呈上法庭以前克利馬蒂斯即逝世。
1992年其子被控與克格勃合作而一度被立陶宛共和國政府逮捕關押，經多年纏訟，維爾紐斯地方法院於2007年認定他僅是被其利用，宣判其無罪。